# グロッパレッロ
グロッパレッロ（伊: Gropparello）は、イタリア共和国エミリア＝ロマーニャ州ピアチェンツァ県にある、人口約2,100人の基礎自治体（コムーネ）。

## 地理

### 位置・広がり

#### 隣接コムーネ
隣接するコムーネは以下の通り。
- ベットラ
- カルパネート・ピアチェンティーノ
- ルガニャーノ・ヴァル・ダルダ
- モルファッソ
- ポンテ・デッローリオ
- サン・ジョルジョ・ピアチェンティーノ

### 気候分類・地震分類
グロッパレッロにおけるイタリアの気候分類 (it) および度日は、zona E, 2911 GGである。
また、イタリアの地震リスク階級 (it) では、zona 3 (sismicità bassa) に分類される。

## 行政

### 分離集落
グロッパレッロには、以下の分離集落（フラツィオーネ）がある。
- Castellotti, Groppovisdomo, Gusano, La Valle, Lodola, Mandola, Montechino, Obolo, Sariano, Veggiola